# Ла-Форталеза
Ла-Форталеза (исп. La Fortaleza) — официальная резиденция губернатора Пуэрто-Рико. Она была построена между 1533 и 1540 годами для защиты гавани Сан-Хуан.
Сооружение также известно под названием Паласио-де-Санта-Катарина (в переводе ― Дворец Святой Екатерины). Это старейшее постоянно используемое административное учреждение в Новом Свете.

## История
Ла-Форталеза является первым оборонительным укреплением, построенным для защиты города Сан-Хуан. Первоначально сооружение состояло из четырёх стен и одной башни (чуть позже была построена вторая). С 1544 года Ла-Форталеза стала выполнять функцию резиденции губернатора. В 1640 году в состав Ла-Форталезы вошла находящаяся рядом с ней часовня Святой Екатерины. В 1846 году крепость подверглась масштабной реконструкции, в её стенах был построен двухэтажный дворец.
9 октября 1960 года Ла-Форталеза была признана Национальным историческим памятником США. В 1983 году она была внесена в список всемирного наследия ЮНЕСКО.

## Галерея

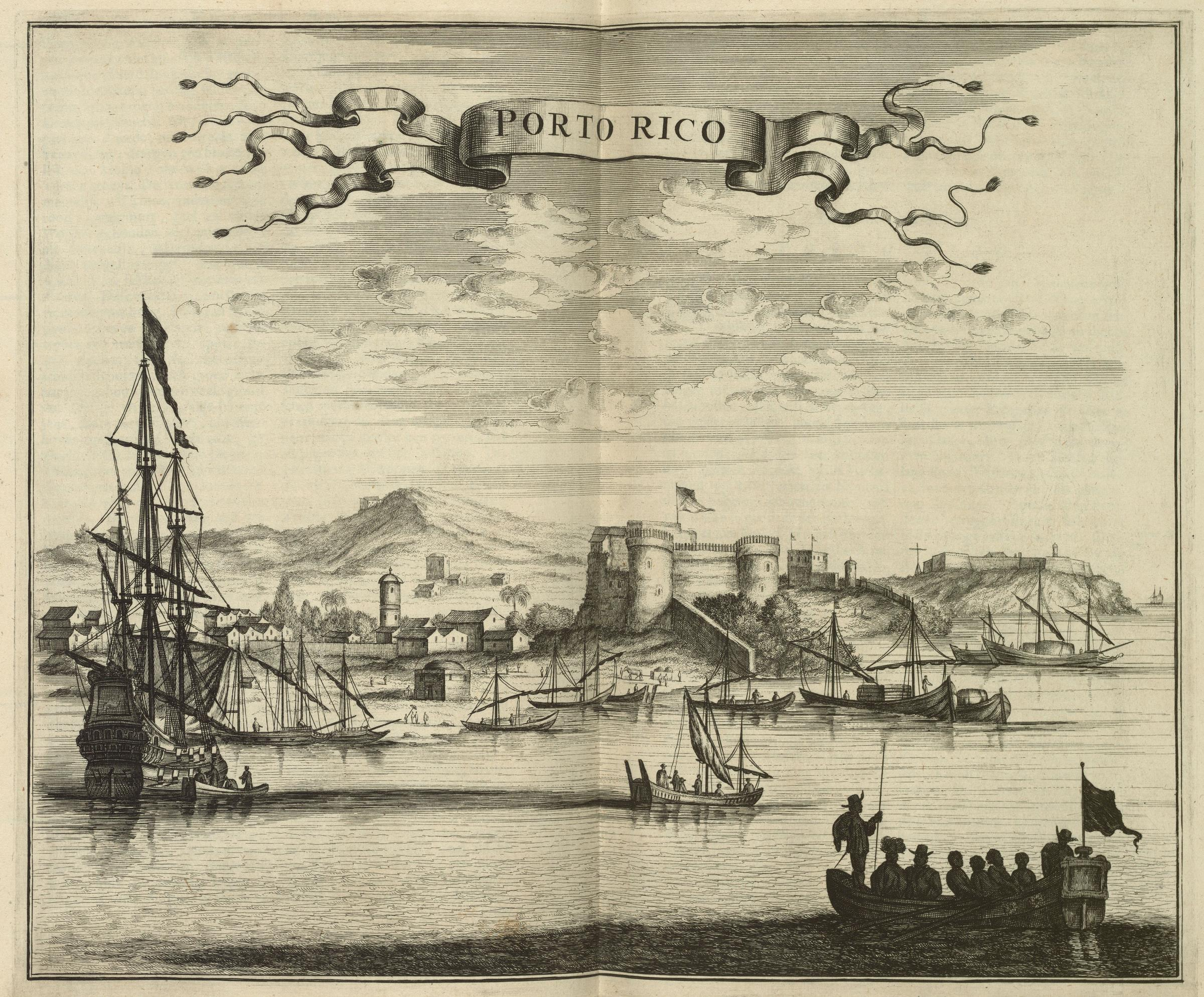
Картина XVII века
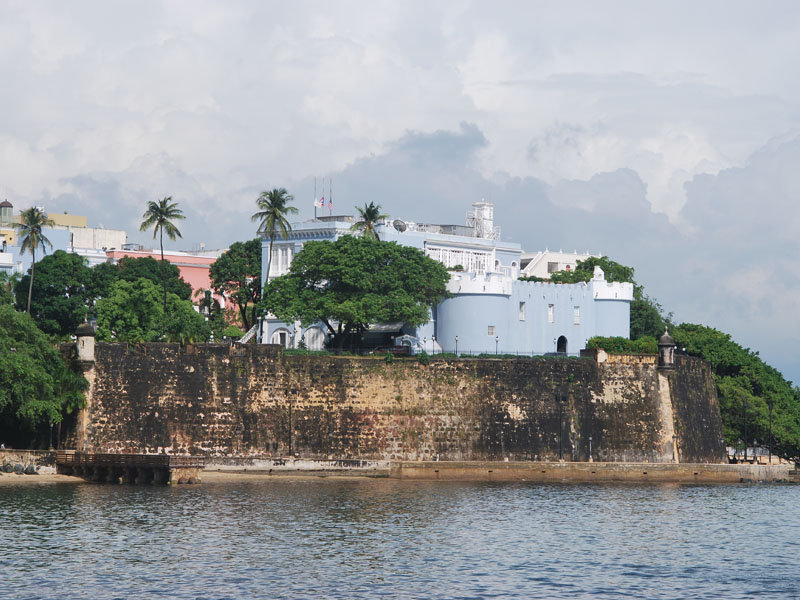
Вид из гавани Сан-Хуана
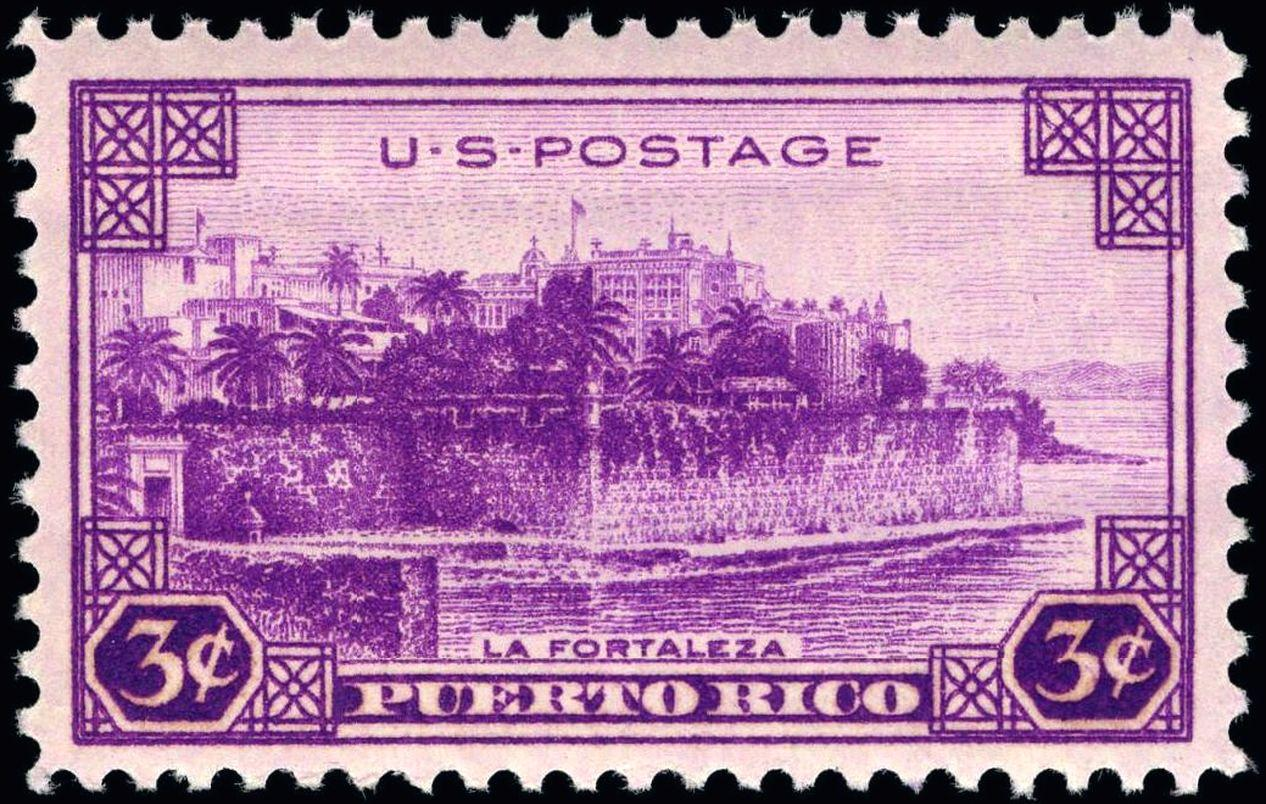
Ла-Форталеза на марке 1937 года
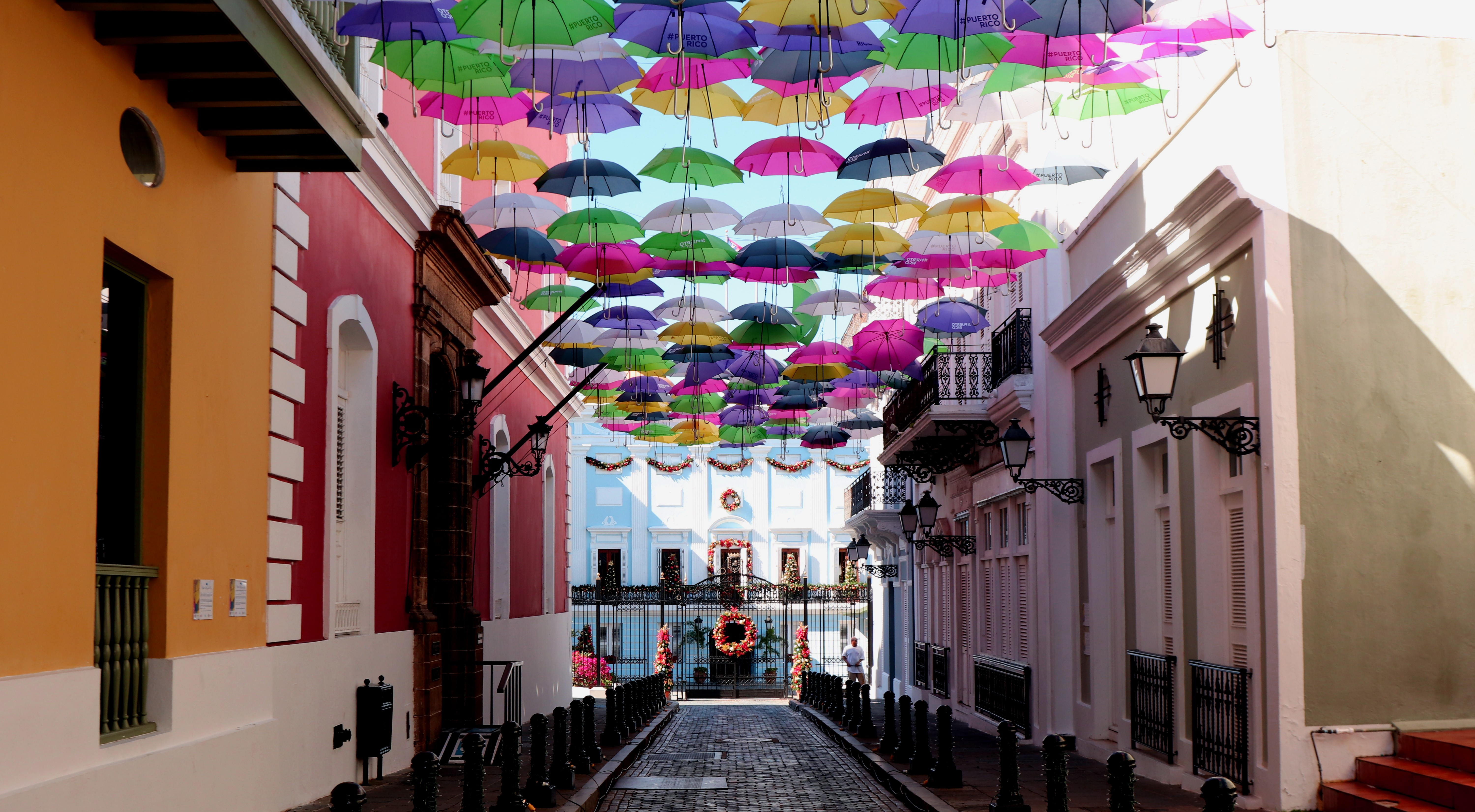
Улица, ведущая к Ла-Форталеза